# Guglielmo Branca
Guglielmo Branca (Bologna, 1849 – Sampierdarena, 1928) è stato un compositore e direttore d'orchestra italiano.

## Biografia
Fu insegnante di canto a Londra (Royal Kensington Music Society) e Firenze, e direttore d'orchestra in Italia, dove diresse anche il Teatro Ponchielli di Cremona, e negli Stati Uniti.

## Opere
- Il Monte S. Bernardo, cantata lirica per due soprani, tenore e baritono con cori e grande orchestra su libretto di Goffredo Franceschi, Bologna, Liceo Rossini, 23 giugno 1872
- La catalana, dramma lirico in quattro atti su libretto di Giorgio Tommaso Cimino, Bologna, Teatro comunale, 7 dicembre 1876
- Hermosa, melodramma romantico in 3 atti su ibretto di Alfredo Morgigni, Napoli, Teatro Bellini, 6 marzo 1881 (libretto)
- La figlia di Jorio, dramma lirico in due atti su libretto di Pompeo Sansoni, Cremona, Teatro Ponchielli, 27 febbraio 1897 (libretto Archiviato il 2 aprile 2016 in Internet Archive.)
- Cristoforo Colombo, azione coreografica-storica-allegorica in 1 prologo e 5 quadri, New York, 1891 e Teatro Regio di Torino, 1893[2]